# Houville-la-Branche
Houville-la-Branche település Franciaországban, Eure-et-Loir megyében. Lakosainak száma 414 fő (2022. január 1.). Houville-la-Branche Sours, Umpeau és Coltainville községekkel határos.

## Népesség
A település népességének változása:
| Lakosok száma | 307  | 332  | 332  | 477  | 465  | 452  | 424  | 411  | 403  | 414  |
|               | 1968 | 1982 | 1990 | 2006 | 2013 | 2015 | 2017 | 2019 | 2020 | 2022 |